# 안동 임계계회도
안동 임계계회도(安東 壬癸契會圖)는 경상북도 안동시 도산면에 있는 계회도이다. 한국국학진흥원 등에 보관되어 있다. 2017년 4월 24일 경상북도의 유형문화재 제501호로 지정되었다.

## 지정 사유
임계계회도는 안동지역 양반 11명이 모여 계(契)를 구성하고 그것을 기념하기 위하여 그린 것으로, 이 계는 안동 향내에 사는 壬子年(1552)과 癸丑年(1553)에 출생한 사람들이 도의의 교를 맺고 우의를 다지기 위해 만들었다. 원래 11점을 제작하여 각자가 나누어 가졌는데 현재 5점이 전해져오고 있다.
계회도의 구성은 상단에 전서체로 ‘임계계회지도(壬癸契會之圖)’라는 제목을 쓰고 중단에는 그림과 8편의 시가 있고 하단에는 참석자의 명단이 기록되어 있다. 통상적인 계회도와 달리 시를 추가하여 모두 4단으로 구성하였다는 특이성이 있다.
문화재로 지정 신청된 5점의 임계계회도는 17세기 안동지역 문중 소장 계회도 양식의 전형을 보여주는 귀중한 작품으로, 특히 17세기 초반 학가산 광흥사와 삼구정의 실경을 그려 당시의 화풍을 잘 알려주고 있다는 점에서 회화사적 의미가 클 뿐만 아니라 등장인물 및 그들이 지은 시가 함께 기재되어 있어 문화사적으로도 있으므로 유형문화재로 지정한다.

## 갤러리

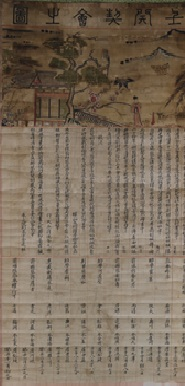

## 지정 내역
| 번호  | 명칭                              | 재료 | 구조·형식·형태 | 규격                      | 수량 | 기타특징            |
| ----- | --------------------------------- | ---- | -------------- | ------------------------- | ---- | ------------------- |
| 501호 | 安東 壬癸契會圖                   | 5點  | 5點            | 5點                       | 5點  | 5點                 |
| -1)   | 안동권씨 복야공파 옥봉문중 소장본 | 紙   | 畵軸           | 가로 66.5cm, 세로 121.0cm | 1點  | - 제작연대 : 1613년 |
| -2)   | 순흥안씨 청원정공파 문중 소장본   | 紙   | 畵軸           | 가로 67.8cm, 세로 125.7cm | 1點  | - 제작연대 : 1613년 |
| -3)   | 진주하씨 충렬공파 문중 소장본     | 紙   | 畵軸           | 가로 60.0cm, 세로 115.0cm | 1點  | - 제작연대 : 1621년 |
| -4)   | 안동권씨 복야공파 마감문중 소장본 | 紙   | 畵軸           | 가로 65.8cm, 세로 132.0cm | 1點  | - 제작연대 : 18세기 |
| -5)   | 영해박씨 석림공파 문중 소장본     | 絹   | 畵軸           | 가로 63.0cm, 세로 119.3cm | 1點  | - 제작연대 : 18세기 |

## 참고 문헌
- 안동 임계계회도 - 국가유산청 국가유산포털